# 便宜的国教徒禁止法
1711年便宜的国教徒禁止法（1711ねんべんぎてきこっきょうときんしほう、英語: Occasional Conformity Act 1711）は、1711年に制定されたイギリスの宗教関係の法律。非国教徒とカトリックの公職禁止を強化した内容であった。
17世紀からのイギリス社会では1661年の地方自治体令と1673年の審査法で公職に就く際、イングランド国教会の聖餐を受けて国教徒であると証明することを義務付けていた。目的は国教会に属さない非国教徒とカトリック教徒の公職排斥にあり、公職に就く際に国教徒と宣言することは偽りと考えるカトリックの心情を利用した法であった。
しかし、この方法には抜け穴があった。それは宣言後に罰則がないことであり、聖餐で国教徒と宣言しさえすれば、後は非国教徒として生活しても咎められないため、就職の1回きりの宣言で社会に入り込む非国教徒が続出した。この状態を改善すべくトーリー党は1702年に便宜的国教徒禁止法案を議会へ提出、宣言後に非国教徒として活動した者は公職追放と罰金を科せられることを書いた内容で下院が通過、上院で審議が行われた。
だが、上院ではホイッグ党が優勢で、ホイッグ党の反対で1703年に廃案となった。トーリー党も一枚岩ではなく急進派の初代ロチェスター伯爵ローレンス・ハイドと第2代ノッティンガム伯爵ダニエル・フィンチは法案を成立させようとしたが、穏健派で政府首班の大蔵卿シドニー・ゴドルフィンはスペイン継承戦争で大陸のイギリス軍を支援する立場に置かれていて、国論分裂を避けるため表面では賛成しながら反対の立場を取っていた。
1703年に提出された法案も上院で否決され、代わりにゴドルフィンは生活に困窮した国教徒救済を図りアン女王基金を成立、国教会が危機にあるというトーリー党の主張を封じていった。同年、ロチェスターはゴドルフィンとアン女王に疎まれてアイルランド総督を更迭され、1704年にノッティンガムも南部担当国務大臣を辞任、11月に提出された3度目の法案も廃棄され、政権はホイッグ党が主流となりしばらく成立の動きは無かった。
4度目の法案が提出されたのは1711年で、ゴドルフィンに代わり政権を取ったトーリー党穏健派のロバート・ハーレーとヘンリー・シンジョンに対抗するため、野党に転落したホイッグ党はノッティンガムらトーリー党急進派と組んで巻き返しを図り（ロチェスターは同年に死去）、和睦で戦争終結を図るハーレー・シンジョンを止めるべく法案賛成と引き換えに急進派と結託、政権妨害には失敗したが法案自体は通過して法律となり、宣言後も非国教会の礼拝に出席した者は公職追放及び罰金刑とした。ただし、宗教的不寛容で評判が悪かったため厳密に施行されることなく1719年に廃止となり、イングランド国教会の優位は認めながらも非国教徒への寛容は続いていくことになる。